# Elezioni presidenziali in Iran del 2021
Le elezioni presidenziali in Iran del 2021 si sono tenute il 18 giugno, contestualmente alle elezioni dei consigli islamici di città e di villaggio, per il rinnovo della Presidenza del paese.
Secondo la costituzione iraniana, il presidente uscente, Hassan Rouhani. non aveva il diritto di candidarsi a queste elezioni a causa di due mandati presidenziali consecutivi. 

## Sistema elettorale
Il presidente iraniano è il più alto funzionario eletto direttamente nel paese, il capo del Potere esecutivo e il secondo funzionario più importante dopo il leader supremo. I suoi doveri sono simili a quelli dei capi di stato in altri paesi, tranne per il fatto che le forze armate, il capo Potere giudiziario, la televisione di stato e altre importanti organizzazioni governative sono tutte sotto il controllo del leader.
Può registrarsi come candidato presidenziale qualsiasi cittadino iraniano nato in Iran che crede in Dio e nella religione ufficiale dell'Iran (Islam), che è sempre stato fedele alla costituzione e ha almeno 40 anni e al massimo 75 anni. Un'organizzazione chiamata Consiglio centrale per la supervisione delle elezioni presidenziali, sotto gli auspici del Consiglio dei guardiani, esamina l'idoneità dei candidati registrati e seleziona un numero da candidare.
Il Consiglio dei Guardiani della Costituzione non dichiara pubblicamente le ragioni del rifiuto di candidati specifici, sebbene queste ragioni siano spiegate per ciascun candidato.

## Il processo di detenzione

### Registrazione iniziale
Secondo le caratteristiche di cui all'articolo 115 della Costituzione della Repubblica Islamica dell'Iran, il Presidente deve essere eletto tra figure religiose e politiche che soddisfano le seguenti condizioni:Di origine iraniana, soggetto all'Iran, manager e intraprendente, con un buon primato, affidabilità e pietà, credente nei principi della Repubblica Islamica dell'Iran e nella religione ufficiale del Paese.
I candidati alla presidenza oi loro rappresentanti autorizzati che sono stati nominati per iscritto devono presentare domanda al Ministero dell'Interno e registrarsi entro cinque giorni dalla data di emissione dell'ordine di inizio delle elezioni.

### Approvazione dei titoli e presentazione dei candidati finali
Il Guardian Council è responsabile della supervisione della convalida dei candidati e delle elezioni. Il Consiglio dei Guardiani riesamina le qualifiche dei candidati entro cinque giorni e annuncia il risultato al Ministero dell'Interno.

### Votazione e annuncio dei risultati
Le votazioni secondo la legge iraniana si svolgeranno di venerdì e il candidato con la maggioranza assoluta dei voti sarà eletto presidente. Se non viene raggiunta la maggioranza assoluta per nessuno dei candidati al primo turno, l'elezione avverrà in due turni. I due candidati che hanno ricevuto il maggior numero di voti al primo turno correranno al secondo turno. Venerdì prossimo si svolgerà il primo turno delle elezioni.

## Candidati
Le lettere dei candidati, in base allo stato e che menzionano la posizione più alta nel ramo esecutivo (o la posizione più alta in altre istituzioni insieme alla posizione più alta nel ramo esecutivo) in cui hanno ricoperto finora, sono le seguenti:
Le seguenti persone hanno confermato che correranno alle elezioni presidenziali del 2021:

### Annunciati i candidati
- 28 settembre 2020: Hossein Dehghan, ministro della difesa (2013–2017).[4]
- 13 febbraio 2021: Hassan Sobhani, ex membro dell'Assemblea consultiva islamica (1996–2008).[5]
- 15 febbraio 2021: Mohammad Gharazi, Ex ministro delle comunicazioni e della tecnologia dell'informazione (1985– 1997)[6]
- Ebrahim Raisi, Presidente della Corte Suprema dell'Iran

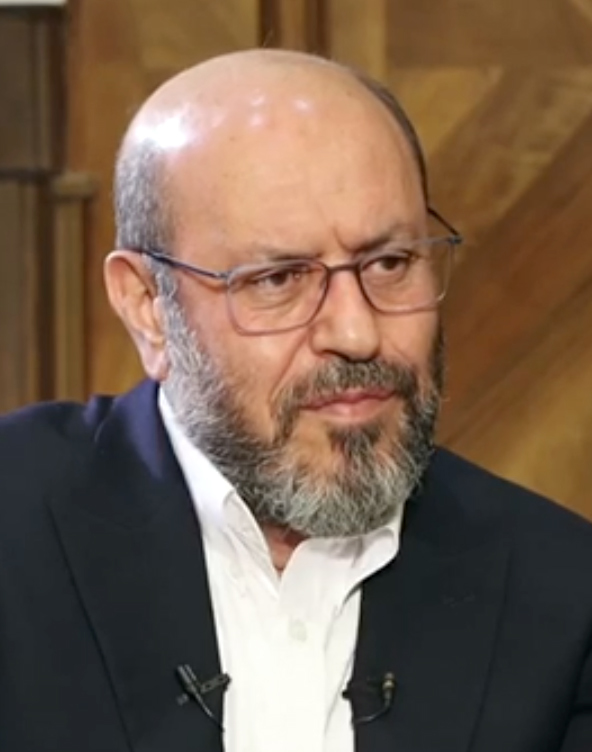
Hossein Dehghan
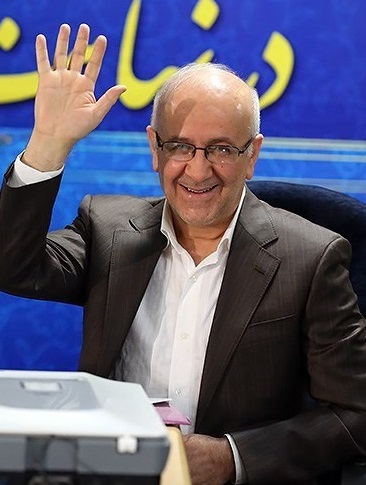
Hassan Sobhani
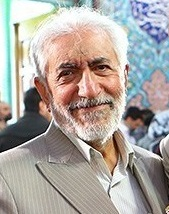
Mohammad Gharazi
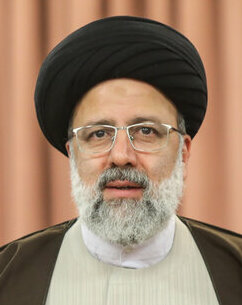
Ebrahim Raisi

### Candidati rifiutati
Oltre 585 i candidati rifiutati dal Consiglio dei Guardini, principalmente riformisti o conservatori moderati.

## Fatwa
La Guida Suprema Ali Khamenei e l'Imam di Isfahan dichiararono prima delle elezioni che i voti nulli/in bianco sarebbero stati considerati harām, mentre non votare avrebbe rappresentato un peccato grave.

## Risultati
| Ebrahim Raisi                   | Associazione dei Chierici Militanti     | 18 021 945 | 72,35 |  |  |  |  |  |
| Mohsen Rezai                    | Fronte di Resistenza dell'Iran Islamico | 3 440 835  | 13,81 |  |  |  |  |  |
| Abdolnaser Hemmati              | Kargozaran                              | 2 443 387  | 9,81  |  |  |  |  |  |
| Amir-Hossein Ghazizadeh Hashemi | Partito della Legge Islamica            | 1 003 650  | 4,03  |  |  |  |  |  |
| Totale                          | Totale                                  | 24 909 817 | 100   |  |  |  |  |  |
|                                 |                                         |            |       |  |  |  |  |  |
| Voti non validi                 | Voti non validi                         | 3 840 919  | 13,36 |  |  |  |  |  |
| Votanti                         | Votanti                                 | 28 750 736 | 48,48 |  |  |  |  |  |
| Elettori                        | Elettori                                | 59 310 307 |       |  |  |  |  |  |

### Per provincia
| Nome                      | Affluenza 2021 | Affluenz 2017 | Differenza | Capoluogo    | Affluenza capoluogo 2021 |
| ------------------------- | -------------- | ------------- | ---------- | ------------ | ------------------------ |
| Alborz                    | 41.35          | 79.1          | 37.75      | Karaj        | 31.5                     |
| Ardabil                   | 54.93          | 74            | 19.07      | Ardabil      | 46.2                     |
| Azerbaijan Est            | 44.25          | 69.63         | 25.38      | Tabriz       | 30                       |
| Azerbaijan Ovest          | 46.78          | 68.74         | 21.96      | Urmia        | 44.1                     |
| Bushehr                   | 58.73          | 71.29         | 12.56      | Bushehr      | 48.3                     |
| Chahar Mahaal e Bakhtiari | 54.38          | 77.82         | 23.44      | Shahrekord   | 39.9                     |
| Fars                      | 48.73          | 71.64         | 22.91      | Shiraz       | 33.3                     |
| Gilan                     | 57.35          | 82.84         | 25.49      | Rasht        | 33.2                     |
| Golestan                  | 61             | 78.47         | 17.47      | Gorgan       | 45.1                     |
| Hamadan                   | 46.48          | 73.8          | 27.32      | Hamadan      | 39.8                     |
| Hormozgān                 | 58.7           | 78.64         | 19.94      | Bandar Abbas | 51                       |
| Ilam                      | 63.11          | 80.27         | 17.16      | Ilam         | 47.9                     |
| Isfahan                   | 43.81          | 73.99         | 30.18      | Isfahan      | 34.6                     |
| Kerman                    | 60.58          | 74.18         | 13.6       | Kerman       | 50.4                     |
| Kermanshah                | 46.04          | 72.98         | 26.94      | Kermanshah   | 34.9                     |
| Khorasan, Nord            | 63.97          | 80.72         | 16.75      | Bojnourd     | 56.5                     |
| Khorasan, Razavi          | 55.09          | 77.4          | 22.31      | Mashhad      | 45.7                     |
| Khorasan, Sud             | 74.38          | 85.22         | 10.84      | Birjand      | 60.1                     |
| Khuzestan                 | 49.98          | 70            | 20.02      | Ahvaz        | 36.2                     |
| Kohgiluyeh e Boyer-Ahmad  | 62.59          | 71.22         | 8.63       | Yasuj        | 34.5                     |
| Kurdistan                 | 37.37          | 58.72         | 21.35      | Sanandaj     | 26.6                     |
| Lorestan                  | 48.16          | 60.15         | 11.99      | Khorramabad  | 43.6                     |
| Markazi                   | 48.94          | 75.58         | 26.64      | Arak         | 38.4                     |
| Mazandaran                | 60.75          | 90.95         | 30.2       | Sari         | 56                       |
| Qazvin                    | 52.3           | 82.9          | 30.6       | Qazvin       | 45.4                     |
| Qom                       | 53.17          | 78.1          | 24.93      | Qom          | 53.2                     |
| Semnan                    | 54.24          | 80.48         | 26.24      | Semnan       | 39.5                     |
| Sistan e Baluchestan      | 62.75          | 75.4          | 12.65      | Zahedan      | 49.2                     |
| Tehran                    | 34.39          | 66.2          | 31.81      | Tehran       | 24.1                     |
| Yazd                      | 58.45          | 93.4          | 34.95      | Yazd         | 43.6                     |
| Zanjan                    | 53.65          | 75.92         | 22.27      | Zanjan       | 44.4                     |
| Iran                      | 48.44          | 73.33         | 24.89      | Tehran       | 24.1                     |

## Reazioni
La guida suprema Ali Khamenei ha espresso soddisfazione per la bassa affluenza alle urne affermando che i voti bianchi e nulli erano voti "a sostegno del sistema".
Il presidente austriaco Alexander Van der Bellen si è complimentato con Raisi. Messaggi di felicitazioni sono giunti anche da Cina, Russia, Iraq, Kuwait, Pakistan, Tajikistan, Turchia, Uzbekistan, e Hezbollah.
Per gli Stati Uniti d'America "agli iraniani è stato negato il diritto di scegliere i propri leader in un processo elettorale libero ed equo".